# Othman Benjelloun
Othman Benjelloun (Tamazight: ⵄⴻⵜⵎⴰⵏ ⴱⴰⵏⵊⴰⵍⵍⵓⵏ; in arabo عثمان بن جلون‎?;; Fez, 20 gennaio 1932) è un banchiere e imprenditore marocchino, miliardario, proprietario della Bank of Africa (in precedenza BMCE Bank) e, attraverso le sue due holding Financecom e HBM, riunite in una struttura globale, O Capital, è presente nel settore finanziario (RMA Watanya, BMCE Bank), turismo (Risma, Aman Resort's), immobiliare (Argan Capital), media (Soread 2M, Medi 1 TV), telecomunicazioni (Orange Maroc),  consulenza (Valyans), trasporti (Compagnie de transports au Maroc (CTM), Air Arabia) e agricoltura (BioBeef, Ranch Adarouch).
Nel 2023 il suo patrimonio netto è stato stimato da Forbes in 1,3 miliardi di dollari.

## Biografia
Othman Benjelloun è il figlio di Haj Abbas Benjelloun, un ricchissimo Fassi che fece fortuna nell'import-export con Manchester e che poi continuò la sua attività durante il protettorato francese.
Benjelloun fu mandato in Francia per proseguire gli studi. Ha conseguito il diploma di maturità presso il liceo Georges-Clemenceau di Nantes. Dopo aver studiato ingegneria in Svizzera presso la Scuola politecnica federale di Losanna, ritornò in Marocco nel 1959 
 dove si unì al fratello maggiore, Omar Benjelloun, che diversificò il patrimonio famigliare investendo in acciaio, alluminio e assemblaggio di automobili.
Durante gli anni '60 e '70, intrecciarono una vasta rete di alleanze internazionali con grandi gruppi globali come Volvo, General Motors, Goodyear e soprattutto Westinghouse. Quest'ultima alleanza ha portato ad una forte crescita dell'attività nel corso degli anni '80.
Nel 1988 Benjelloun ha acquistato la Royale Marocaine d'Assurances (RMA), una società fondata nel 1949 da dieci nazionalisti, tra cui suo padre. Nel 1992, Othman Benjelloun e Abdelaziz Alami, capo della Banque Commerciale du Maroc (BCM), aiutarono Adil Douiri e Amyn Alami a fondare la banca di investimenti CFG. Il quotidiano l'Express sottolineò che il mondo della finanza marocchina era sovrarappresentato da Fassis.
Nel 1995, grazie ai fondi della RMA, ha approfittato del programma di privatizzazione avviato dal Marocco per lanciare un'operazione di acquisto della Banca marocchina per il commercio estero. Come offerta concorrente si è trovato un trio è guidato da Abdellatif Jouahri, Miloud Chaâbi e il fondo sovrano libico. Tuttavia, è stata l'offerta di Othman Benjelloun a vincere. Pochi mesi dopo, è stato eletto presidente del Gruppo Professionale delle Banche del Marocco (GPBM), la lobby delle banche marocchine.
Dopo l'acquisizione di BMCE nel 1995, Othman Benjelloun si è circondato di un team di giovani professionisti per realizzare le ambizioni del suo gruppo bancario. Tra questi: Hassan Bouhemou, Driss Bencheikh, Hassan Boulknadel, Zouheir Bensaid, Amine Bouabid e Saâd Bendidi. Molti occuperanno successivamente posizioni importanti nell’economia marocchina.
Sotto la sua guida, la BMCE Bank ha sviluppato alleanze con istituzioni finanziarie internazionali come la giapponese Nomura e la tedesca Commerzbank.
Nel 1998 ha acquistato un'altra compagnia assicurativa, Al Wataniya, per 300 milioni di euro. Nel 1999 unisce le forze con Telefonica e Portugal Telecom e acquista la seconda licenza di telefonia mobile in Marocco per un miliardo di euro, creando così Meditelecom. Successivamente ha rilevato pacchetti di azioni della holding marocchina Société nationale d'investissement (SNI).
Lo stesso anno ha iniziato a dedicarsi all'allevamento acquistando il Ranch Adarouch, vicino ad Azrou. Esteso su migliaia di ettari, è uno dei ranch più grandi dell'Africa.
Nel 2001, probabilmente su richiesta delle autorità, ha iniettato decine di milioni di dirham nel quotidiano Le Matin du Sahara. Questo giornale, rinomato portavoce dello Stato, si trovava allora in gravi difficoltà finanziarie a causa della sua gestione.
Nel 2004, Othman Benjelloun ha unito le sue due compagnie assicurative, RMA e Al Watanya per formare RMA Watanya. Nello stesso tempo si amplia sempre più all'estero nel mondo finanziario, rilevando il 35% della Bank of Africa, il terzo gruppo bancario dell'Unione economica e monetaria dell'Africa occidentale. Nel 2007 ha lanciato MediCapital Bank, un istituto finanziario nel cuore di Londra. Costituisce un consiglio di amministrazione al quale partecipa Peter Cooke, inventore del rapporto omonimo.
Nel 2006, in collaborazione con Moncef Belkhyat, ha tentato di lanciarsi nella piccola distribuzione tramite i negozi di alimentari Hanouty. Il progetto, però, andrà storto. Molti affiliati di Hanouty presentarono denunce e manifestarono davanti alla sede della BMCE. Il marchio Hanouty ha chiuso i battenti nel 2012.
Appassionato di architettura, Othman Benjelloun è dietro la costruzione della torre più grande del Marocco a Salé. Il progetto è lanciato dalla società O'Tower, partecipata al 48% dalla Bank of Africa. La torre, originariamente progettata per Casablanca, è costruita sotto forma di un razzo spaziale e di una piattaforma di lancio.

## Vita privata
Sua moglie è Leila Mezian Benjelloun, la figlia del maresciallo Mohamed Meziane. Oftalmologa, laureata presso l'Università di Barcellona, ha lavorato per diversi anni nel settore pubblico. Ha due figli: Kamal Benjelloun e Dounia Benjelloun.

## Onorificenze
- Titolare dell'Ordine alawita di Ouissam
- Ufficiale dell'Ordine del Trono[17]
- Commendatore dell'Ordine Reale della Stella Polare di Svezia[17]
- Commendatore dell'Ordine Nazionale del Leone del Senegal[17]